# Predel, Žrelec
Predel (nemško Priedl) je naselje v Občini Žrelec v Okraju Celovec-dežela na Koroškem v Avstriji.